# Domingos Peneda
Domingos Gonçalves Peneda foi um bandeirante paulista.
Desbravador de novos campos à procura de ouro, estaleceu divisas de terras ainda não exploradas, iniciou o povoamento da região litorânea do território que é hoje o estado do Paraná, nomeadamente a Comarca de Paranaguá. 
Segundo a história, presume-se que ele viveu na região entre os anos de 1550 e 1660, e outros aventureiros vindos das vilas paulistas de São Vicente e Cananeia estabelecendo-se na Ilha da Cotinga. Não havendo uma estrutura pré-estabelecida de organização e lei o grande líder controlou o povoado pela força.
Custódia Gonçalves filha de Domingos Penedo e casada com Francisco Dias, tiveram três filhos entre eles, Francisco Dias Velho. Na Genealogia Paulistana de Silva Leme § 1.º Pág. 42 vol. 2 Tit. Pires. Não há o nome de Domingos, mas presume-se ser ele.
Sobre o fato, há referência no códice n.° 13.981, documento inglês do século XVII, atualmente integrando o acervo do Museu Britânico.

## Provas da existência de Domingos Peneda
- O capitão povoador e bandeirante Gabriel de Lara nomeado pela coroa portuguesa para estabelecer a lei, a ordem e povoar a região da 5ª Comarca de São Paulo, chegou a Paranaguá em 1640 e casou-se com a neta de Domingos Peneda.

- Registro de participação na estrutura Governamental da região através de seu filho.